# Championnat de Libye de football 1983-1984
Navigation
Saison précédente Saison suivante
La saison 1983-1984 du Championnat de Libye de football est la seizième édition du championnat de première division libyen. Seize clubs prennent part au championnat organisé par la fédération. Les équipes sont réparties en deux poules où elles rencontrent leurs adversaires deux fois, à domicile et à l'extérieur. À l'issue du championnat, le premier de chaque poule accède à la finale tandis que le dernier est directement relégué en Second Division.
C'est le club d'Al Ahly Tripoli qui remporte la compétition, après avoir battu Al Nasr Benghazi en finale. C'est le sixième titre de champion de Libye de l'histoire du club.
Pour une raison indéterminée, le club d'Al Bashaer ne prend pas part au championnat et est remplacé par la formation de That Al-Remal.

## Les clubs participants
| - Al Medina Tripoli - Al Ahly Benghazi - Al Ittihad Tripoli - Al Tahaddy Benghazi - Al Africy - Al Shabab Al-Arabe - That Al-Remal - Al Charara | - Al Ahly Tripoli - Al Nasr Benghazi - Al Wahda Tripoli - Al Hilal Benghazi - Asswehly Sports Club - Darnes Darnah - Al Dhahra Tripoli - Al Kudos |

## Compétition

### Première phase
Le classement est établi sur le barème de points classique (victoire à 2 points, match nul à 1, défaite à 0).

#### Groupe A
| Rang | Équipe             | Pts | J  | G  | N | P  | Bp | Bc | Diff |
| ---- | ------------------ | --- | -- | -- | - | -- | -- | -- | ---- |
| 1    | Al Nasr Benghazi   | 22  | 14 | 10 | 2 | 2  | 27 | 7  | +20  |
| 2    | Al Ittihad Tripoli | 21  | 14 | 9  | 3 | 2  | 22 | 9  | +13  |
| 3    | Al Dhahra Tripoli  | 20  | 14 | 9  | 2 | 3  | 27 | 12 | +15  |
| 4    | Al Medina TripoliT | 18  | 14 | 7  | 4 | 3  | 22 | 9  | +13  |
| 5    | Al Hilal Benghazi  | 16  | 14 | 6  | 4 | 4  | 18 | 12 | +6   |
| 6    | Al Kudos           | 6   | 14 | 1  | 4 | 9  | 9  | 40 | -31  |
| 7    | That Al-Remaal     | 5   | 14 | 1  | 3 | 10 | 8  | 28 | -20  |
| 8    | Darnes Darnah      | 4   | 14 | 1  | 2 | 11 | 7  | 23 | -16  |

| Qualifications et relégations | Qualifications et relégations      |
| ----------------------------- | ---------------------------------- |
|                               | Qualification pour la phase finale |
|                               | Relégation en Second Division      |
|                               | T : Tenant du titre                |

#### Groupe B
| Rang | Équipe               | Pts | J  | G  | N | P  | Bp | Bc | Diff |
| ---- | -------------------- | --- | -- | -- | - | -- | -- | -- | ---- |
| 1    | Al Ahly Tripoli      | 24  | 14 | 11 | 2 | 1  | 27 | 2  | +25  |
| 2    | Al Ahly Benghazi     | 24  | 14 | 12 | 0 | 2  | 21 | 3  | +18  |
| 3    | Asswehly Sports Club | 15  | 14 | 5  | 5 | 4  | 9  | 8  | +1   |
| 4    | Al Africy            | 15  | 14 | 7  | 1 | 6  | 11 | 16 | -5   |
| 5    | Al Tahaddy Benghazi  | 13  | 14 | 4  | 5 | 5  | 10 | 12 | -2   |
| 6    | Al Wahda Tripoli     | 12  | 14 | 5  | 2 | 7  | 13 | 14 | -1   |
| 7    | Al Shabab al Arabe   | 9   | 14 | 3  | 3 | 8  | 4  | 15 | -11  |
| 8    | Al Charara           | 0   | 14 | 0  | 0 | 14 | 4  | 29 | -25  |

| Qualifications et relégations | Qualifications et relégations      |
| ----------------------------- | ---------------------------------- |
|                               | Qualification pour la phase finale |
|                               | Relégation en Second Division      |

### Finale
| 6 juillet 1984 | Al Ahly Tripoli | 1 - 0 | Al Nasr Benghazi | Stade du 11 Juin, Tripoli |  |
|                |                 |       |                  |                           |  |

## Bilan de la saison
| Championnat de Libye de football 1983-1984 |                            |
| Champion                                   | Al Ahly Tripoli (6e titre) |
| Coupes et trophées                         |                            |
| Vainqueur de la Coupe de Libye 1983-1984   | Non disputée               |
| Qualifications continentales               |                            |
| Coupe d'Afrique des clubs champions 1985   | Al Ittihad Tripoli         |
| Coupe des Coupes 1985                      | Al Nasr Benghazi           |
| Promotions et relégations                  |                            |
| Promus en Premier League                   | Al Mahalah Tripoli         |
| Promus en Premier League                   | Al Soukour Tobrouk         |
| Relégués en Second Division                | Al Charara                 |
| Relégués en Second Division                | Darnes Darnah              |